# Bitiàgovka
Bitiàgovka (en rus: Битяговка) és un poble de l'óblast de Saràtov, a Rússia, segons el cens del 2010 tenia 161 habitants. Pertany al districte municipal de Rtísxevo.